# Oedaleonotus
Oedaleonotus is een geslacht van rechtvleugeligen uit de familie veldsprinkhanen (Acrididae). De wetenschappelijke naam van dit geslacht is voor het eerst geldig gepubliceerd in 1897 door Scudder.

## Soorten
Het geslacht Oedaleonotus omvat de volgende soorten:
- Oedaleonotus borckii Stål, 1861
- Oedaleonotus enigma Scudder, 1876
- Oedaleonotus lassiki Levine
- Oedaleonotus orientis Hebard, 1920
- Oedaleonotus pacificus Scudder, 1880
- Oedaleonotus phryneicus Hebard, 1919
- Oedaleonotus tenuipennis Scudder, 1897
- Oedaleonotus truncatus Rehn, 1907
- Oedaleonotus werneri Yin & Smith, 1989